# Nozológia
A nozológia a görög νόσος (nószosz = betegség) és λογία (logía = tudomány) szóból eredő összetétel, orvostudomány egy ága, mely a betegségek osztályozásával foglalkozik.
A betegségeket etiológiájuk, patogenezisük és tüneteik alapján is lehet osztályozni. De az érintett szervek alapján is lehet, csak ez bonyolultabb módszer, mivel a betegségek nagyrészt több szervet is érintenek.
A nozológia legnagyobb problémája az, hogy a betegségek nem minden esetben osztályozhatók, ha etiológiájuk és/vagy patogenezisük nem ismert. Így leginkább a tüneteket alkalmazzák e célból.

## Külső hivatkozások
- Gordon L. Snider, Nosology for Our Day Its Application to Chronic Obstructive Pulmonary Disease, American Journal of Respiratory and Critical Care Medicine Vol 167. pp. 678–683, (2003). Teljes szöveg